# كلية إميا للفنون والعلوم
كلية إميا للفنون والعلوم (بالإنجليزية: EMEA College of Arts and Science)‏ تقع في قرية كومينيبارامبا، منطقة مالابورام في ولاية كيرالا في الهند. تأسست عام 1983.

## الموقع
تقع الكلية في قرية كومينيبارامبا، بالقرب من مدينة Kondotty، على بعد أقل من 500 متر من مطار كاليكوت الدولي، و6 كم من جامعة كاليكوت.

## الأقسام
تضم الكلية الأقسام التالية:
- اللغة الإنجليزية
- اقتصاد
- التجارة
- دراسات غرب آسا
- اللغة العربية
- المالايالامية
- اللغة الهندية
- الرياضات
- العلوم السياسية
- علوم الكمبيوتر
- الإحصاء
- صحافة
- إدارة أعمال

## الإعتماد
تتبع الكلية جامعة كاليكوت. وهي معتمدة من قبل المجلس الوطني للتقويم والاعتماد (NAAC) بدرجة A.

## خريج متميز
- أنس إيداتوديكا: لاعب كرة قدم

## روابط خارجية
- الموقع الرسمي
- جامعة كاليكوت
- لجنة المنح الجامعية
- المجلس الوطني للتقويم والاعتماد